# Кинг-Конг против Годзиллы
«Кинг-Конг против Годзиллы» (яп. キングコング対ゴジラ) — фантастический фильм совместного производства США и Японии. Прямой сиквел (кроссовер) фильмов «Кинг-Конг» и «Годзилла». Это третий фильм о Годзилле и Кинг-Конге, а также первый, снятый на цветную плёнку. Премьера фильма в Японии состоялась 11 августа 1962 года.
В США фильм вышел в 1963 году.
Этот фильм, созданный в рамках празднования 30-летия Toho, остается самым посещаемым из всех фильмов Годзиллы на сегодняшний день.

## Сюжет
Мистер Тако, глава компании «Тихоокеанские Фармацевтические препараты», хочет повысить рейтинг своих лекарств. Когда доктор говорит о гигантском монстре, которого он обнаружил на маленьком Острове Фараона, Тако верит, что использовать монстра для рекламы своей компании — это блестящая идея «…с ударом». Тако немедленно посылает двух мужчин, Сакураи и Кинсабуро, найти и вернуть монстра с острова Фараона.
Американская субмарина Seahawk поймана айсбергом. Но это — тот же самый айсберг, в который Годзилла был похоронен семью годами ранее. Поскольку американский спасательный вертолёт кружится перед айсбергом, Годзилла выбирается к близлежащей японской арктической станции. Пресса говорит, что никто не может остановить Годзиллу, и это только раздражает Тако. Тем временем на Острове Фараона Гигантский Осьминог нападает на деревню; Кинг Конг прибывает и расправляется с головоногим. Празднуя свою победу, Конг пьет сок красной ягоды и засыпает. Сакураи и Кинсабуро помещают Конга на большой плот и начинают транспортировать его в Японию. Тако в бешенстве, потому что пресса говорит теперь про Конга, а не про Годзиллу. В комнате с Тако один из служащих спрашивает, кто более сильный — Кинг Конг или Годзилла? Другой служащий отвечает: «Глупый, такого не будет!» Тако идет назад в свою комнату и восклицает: «Я осуществлю эту идею!».
Мистер Тако прибывает на судно, транспортирующее Конга, но монстр пробуждается и вырывается на свободу. Конг встречается с Годзиллой в долине. Тако, Сакураи и Кинсабуро наблюдают за борьбой. Конг бросает большие камни в Годзиллу, но Годзилла бьёт в него атомным лучом, так что Кинг Конг отступает. Военные постоянно пытаются остановить и Конга, и Годзиллу, но все их попытки тщетны. Они устанавливают электрические провода под напряжением в миллион вольт (300 000 вольт использовались в первом фильме, но не смогли остановить монстра). Электричества слишком много для Годзиллы, но Кинг Конга оно только делает более сильным. Конг нападает на Токио и крушит поезд. Военные взрывают капсулы, полные сока ягоды с Острова Фараона, и Кинг Конг погружается в сон. Тако одобрил этот план, потому что он «…не хотел, чтобы с Конгом случилось что-то плохое». Принято решение транспортировать Конга на воздушных шарах к Годзилле, в надежде, что они будут бороться и убьют друг друга.
Следующим утром Конга привозят к Годзилле и они снова начинают драться. Годзилла почти убивает Конга, но в последний момент в умирающего Конга ударяет молния и оживляет его. Два борющихся монстра скатываются в Тихий Океан, но после подводного сражения только Кинг Конг появляется из воды и медленно плывёт домой, к Острову Черепа. В финальных титрах зритель слышит рёв Годзиллы, получая намёк, что Годзилла всё же выжил. (В американской версии вместо рёва Годзиллы звучит рёв Кинг Конга.)

## В ролях
| Актёр           | Роль            |
| --------------- | --------------- |
| Тадао Такасима  | Осамю Сакураи   |
| Кэндзи Сахара   | Кадзуо Фудзита  |
| Ю Фудзики       | Кинсабуро Фуруэ |
| Итиро Арисима   | Тако            |
| Дзюн Тадзаки    | генерал Синдзё  |
| Акихико Хирата  | доктор Сигезава |
| Миэ Хама        | Фюмико Сакюраи  |
| Акико Вакабаяси | Тамиэ           |
| Сенсё Мацумото  | премьер-министр |
| Сёити Хиросэ    | Кинг-Конг       |
| Харуо Накадзима | Годзилла        |

## Производство
В 1960 году Уиллис О’Брайан предложил снять фильм «Кинг-Конг против Франкенштейна», где Конг боролся бы против гигантской версии монстра Франкенштейна в Сан-Франциско. Получив одобрение от создателя Кинг-Конга Мериана К. Купера, O’Брайан взял проект к RKO и переименовал — Кинг-Конг против Джинко, тогда полагалось, что Universal имели права на имя Франкенштейна. (На самом же деле они имели права лишь на внешний вид монстра). O’Брайан был представлен продюсеру Джону Беку, который обещал студии, что сделает этот фильм. Название было изменено на Кинг Конг против Прометея, возвращая имя к оригинальному роману о Франкенштейне («Франкенштейн, или Современный Прометей»). Стоимость покадровой анимации грозила фильму не уместиться в рамки бюджета. После переделки сценария, им заинтересовалась японская студия Toho. Toho долго ждали шанс снять фильм про Кинг Конга и решали заменить Франкенштейна/Прометея на их собственного монстра Годзиллу. Они думали, что это будет идеальный способ отпраздновать тридцатилетие их студии. Ни Уиллису О’Брайану, ни Мериану Куперу не заплатили за их вклады. В 1963 Году Мериан Купер попытался предъявлять иск по использованию его персонажа, но, как оказалось, он был не единственным владельцем Конга, как до этого думал, поэтому дело ничем не закончилось.
Директор Эйдзи Цубурая заявил о своем намерении переместить Годзиллу в ряд более лёгкой аудитории. Этот подход не был одобрен большинством людей из команды по спецэффектам, которые понимали что это будет огромный шаг назад для таких брендов как Годзилла и Кинг-Конг. Но Цубурая хотел сделать фильм, рассчитанный на детскую аудиторию. Этот подход был одобрен Toho и, в конце концов, Кинг Конг против Годзиллы имеет намного более лёгкий тон, чем предыдущие два фильма про Годзиллу, и содержит много юмора, и последовательность действий получилась менее осмысленной (чем если бы это происходило на самом деле). Также это первый фильм, в котором оба монстра впервые появились в цвете.
Toho планировали снимать фильм на Шри-Ланке, но этого так и не случилось, поскольку они закончили платить RKO примерно 200 000 $ США за права на использование Кинг-Конга. Большая часть фильма была снята на Осиме.

## Релиз
В Японии фильм имеет самые высокие кассовые сборы из всех фильмов серий о «Годзиллы» на сегодняшний день. Было продано 11,2 миллиона билетов во время своего первоначального театрального представления, собрав 352 000 000 иен Этот фильм стал четвёртым самым кассовым фильмом в Японии и был вторым по величине источником денег для Toho Фильм был переиздан дважды в рамках «Чемпионата Мацури» (東宝 チ ャ ン ピ オ ン ま つ り), кинофестиваля, который проходил с 1969 по 1978 год, который показал множество фильмов, упакованных вместе и предназначенными для детей. Впервые в 1970 году, а затем снова в 1977 году, чтобы совпасть с японским выпуском Кинг-Конга. После в этих двух театральных переизданиях фильм собрал за всё время 12 550 000 проданных билетов и 430 миллионов (430 000 000) в Японии.
После театральных переизданий фильм был показан ещё два раза на специализированных фестивалях. В 1979 году, чтобы отпраздновать 25-летие Годзиллы, фильм был переиздан в рамках фестиваля тройного счёта, известного как «Коллекция фильмов Годзиллы» («Gojira Eiga Zenshu»). Этот релиз известен среди поклонников своим захватывающим и динамичным постером фильма с участием всех основных кайдзю из этих трёх фильмов, вовлеченных в битву. Затем в 1983 году фильм был показан в рамках «Фестиваля воскресения Годзиллы» («Gojira no Fukkatsu»). На этом большом фестивале было представлено десять фильмов Годзиллы / Кайдзю. (Годзилла, Кинг-Конг против Годзиллы, Годзилла против Мотры, Гидора, Трехголовый монстр, Вторжение Астро-Монстра, Годзилла против Мехагодзиллы, Родан, Мотра, Атрагон и Побег Кинг-Конга).
В Северной Америке премьера фильма «Кинг-Конг против Годзиллы» состоялась в Нью-Йорке 26 июня 1963 года. Он принес 2,7 миллиона долларов, накапливая прибыль (через аренду) в размере 1,25 миллионов долларов США..
Фильм также появлялся в прокате на многих международных рынках. В Германии он был известен как «Die Rückkehr des King Kong» («Возвращение Кинг-Конга»), а в Италии «Il Trionfo Di King Kong (Триумф Кинг-Конга)». Во Франции его назвали «King Kong Contre Godzilla», он получил 554 695 кассовых сборов.